# Unimog 417
 (octobre 2023).
L'Unimog 417 est un véhicule de la série Unimog de Mercedes-Benz. Daimler-Benz AG l'a construit pour succéder à diverses gammes d'Unimog de poids moyen entre 1988 et 1993 à l'usine Mercedes-Benz de Gaggenau. Au total, 2 285 véhicules ont été construits en 15 versions avant d'être remplacé par l'Unimog 418, le dernier modèle de poids moyen. Le 417 est uniquement disponible avec une cabine fermée tout en acier et avec deux empattements différents.
L'Unimog 417 se distingue de l'Unimog 407 plus léger sorti à la même époque par des phares intégrés au pare-chocs, une garde au sol plus grande et par des moteurs plus puissants.

## Historique
L'Unimog, conçu à l'origine en tant que petit porte-équipement, a été complété à partir du milieu des années 1960 par une gamme de taille moyenne, qui comprenait de nombreux modèles similaires. À partir du milieu des années 1970, sont également apparues les gammes lourdes et le MB Trac. Cette série Unimog initialement très réussie a été maintenue pendant longtemps, mais vers la fin des années 1980, il est devenu évident que le nombre d'unités attendus ne pouvaient plus être vendus. Les ventes sont passées d'environ 10 000 véhicules par an dans les années 1970 à seulement la moitié de cela à la fin des années 1980, de sorte que Daimler-Benz a décidé de lancer la «série Unimog de 1988» pour augmenter les ventes avec une nouvelle gamme de modèles. Dans le cadre de cette nouvelle série de modèles, tous les véhicules précédents ont été progressivement abandonnés et remplacés par la gamme légère, le 407, la gamme moyenne, le 417, et les deux gammes lourdes, le 427 et le 437, le MB-Trac a été abandonné sans remplacement en novembre 1991. Pendant cette période, les véhicules Unimog étaient développées simultanément et l'usine de Gaggenau a également été modernisée afin d'optimiser le processus de production et ainsi réduire les coûts.
Les premières études de conception de l'Unimog 417 ont été réalisées en 1986. Ils ressemblaient au véhicule de production ultérieur. Techniquement, l'Unimog 417 est une évolution de ses prédécesseurs et un véhicule sophistiqué. En avril 1988, les premiers véhicules de la gamme 417 sortent des chaînes de montage de Gaggenau. Le modèle 417.100 était initialement construit et vendu sous le nom d'Unimog U 800. Equipé d'un moteur OM 314 quatre cylindres d'une puissance de 75 ch (55 kW), ce véhicule était conçu pour les opérations municipales et agricoles. Cependant, en raison de la faiblesse du moteur, il y avait peu de demande, de sorte que seuls 68 exemplaires purent être vendus. Les véhicules les plus puissants de la même gamme ont également été mis en production en série en avril 1988 et se sont vendus nettement mieux. En avril 1992, l'Unimog 417 a été remplacé par son successeur, l'Unimog 418.

## Aperçu de l'Unimog 417
| Modèle  | Nom de vente | Cabine | Empattement | Puissance           | Chiffres de production | Remarques            |
| ------- | ------------ | ------ | ----------- | ------------------- | ---------------------- | -------------------- |
| 417.000 | U 1100T      | Fermée | –           | 62 kW, 81 kW        | 96                     | Essieu avant motrice |
| 417.100 | U 800        | Fermée | 2 380 mm    | 55 kW               | 68                     |                      |
| 417.101 | U 900        | Fermée | 2 380 mm    | 62 kW, 81 kW        | 1 331                  |                      |
| 417.106 | U 900        | Fermée | 2 380 mm    | 62 kW, 81 kW        | 28                     |                      |
| 417.110 | U 1150       | Fermée | 2 900 mm    | 62 kW, 81 kW        | 143                    |                      |
| 417.111 | U 1150L      | Fermée | 2 900 mm    | 62 kW, 81 kW        | 233                    |                      |
| 417.115 | U1150        | Fermée | 2 900 mm    | 81 kW               | 11                     |                      |
| 417.116 | U 1150L      | Fermée | 2 900 mm    | 81 kW               | 6                      |                      |
| 417.120 | U 1150L      | Fermée | 2 900 mm    | 62, 81, 92 kW       | 126                    |                      |
| 417.200 | U 800        | Fermée | 2 380 mm    | 62 kW               | 9                      |                      |
| 417.201 | U 900        | Fermée | 2 380 mm    | 62 kW, 81 kW        | 28                     |                      |
| 417.210 | U 1150       | Fermée | 2 900 mm    | 62 kW, 81 kW        | 74                     |                      |
| 417.211 | U 1150L      | Fermée | 2 900 mm    | 62 kW, 81 kW        | 87                     |                      |
| 417.212 | U 1150L      | Fermée | 2 900 mm    | 81 kW, 92 kW        | 6                      |                      |
| 417.220 | U 1150L/34   | Fermée | 3 400 mm    | 62 kW, 81 kW, 92 kW | 39                     |                      |